# Ecclinusa parviflora
Espèce
Statut de conservation UICN

VUD2 : Vulnérable
Classification phylogénétique
Ecclinusa parviflora est une espèce de plantes à fleurs de la famille des Sapotaceae. C'est un arbuste originaire de l'Amazonie. 

## Répartition
L'espèce est localisée sur dans une forêt basse sur des rochers granitiques sur un site proche de Puerto Ayacucho au Venezuela.